# Newport (Washington)
Newport es una ciudad ubicada en el condado de Pend Oreille en el estado estadounidense de Washington. En el año 2000 tenía una población de 1.921 habitantes y una densidad poblacional de 700,7 personas por km².

## Geografía
Newport se encuentra ubicada en las coordenadas 48°10′50″N 117°2′51″O / 48.18056, -117.04750.

## Demografía
Según la Oficina del Censo en 2000 los ingresos medios por hogar en la localidad eran de $25.709, y los ingresos medios por familia eran $30.898. Los hombres tenían unos ingresos medios de $31.597 frente a los $20.469 para las mujeres. La renta per cápita para la localidad era de $13.900. Alrededor del 23,6% de la población estaban por debajo del umbral de pobreza.